# Alfred Biscarlet
Alfred Biscarlet, né le 16 octobre 1908 à Lunas (Hérault) et mort le 10 octobre 1995 à Aix-en-Provence (Bouches-du-Rhône), est un homme politique français. Il est député communiste de la Haute-Loire de 1945 à 1951.

## Biographie
Issu d'une famille de cultivateurs, Alfred Biscarlet exerce le métier d'instituteur. Il adhère au parti communiste en 1931 et milite également au Syndicat national des instituteurs CGT. Il devient dirigeant départemental du Parti communiste pour la Haute-Loire avant la guerre. Mobilisé en 1940, il entre ensuite dans la Résistance, très forte dans la région. En 1944 il est membre du Comité départemental de la Libération.
Dans ces terres où l'influence communiste est très faible, il est élu en octobre 1945 membre de la première Assemblée constituante. Réélu le 2 juin 1946 à la seconde Assemblée constituante, il est de nouveau réélu le 10 novembre de cette année à l'Assemblée nationale. C'est son dernier mandat : il est battu lors des élections de 1951 et de 1956.

## Détail des fonctions et des mandats
Mandat parlementaire
- 21 octobre 1945 - 4 juillet 1951 : Député de la Haute-Loire